# The Roots

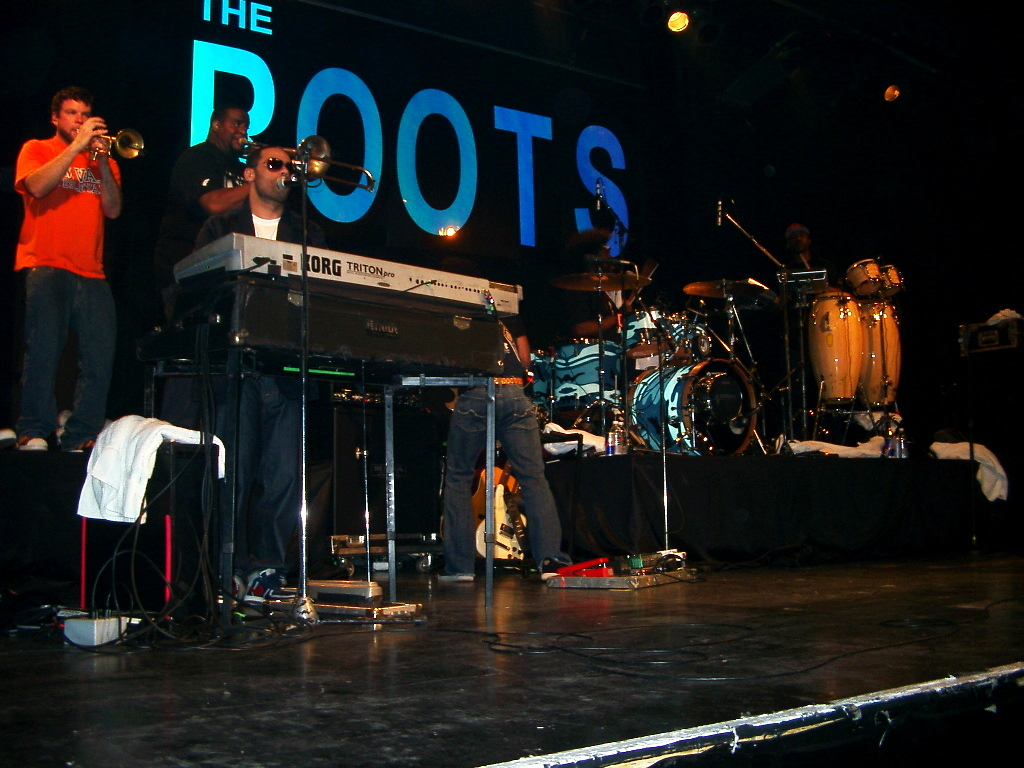
The Roots i Toronto, Kanada, 2007

The Roots är en amerikansk hiphop-grupp bildad 1987 i Philadelphia. De anses vara en av de bästa liveakterna i nutidens hiphop.[källa behövs] De spelar i stor utsträckning med vanliga instrument och Ahmir "Questlove" Thompson som spelar trummor anses vara en av genrens bästa. De medverkar även i talkshowen The Tonight Show Starring Jimmy Fallon. [källa behövs]

## Medlemmar
- Black Thought – MC
- Questlove – trummor
- Kamal Gray – keyboard
- F. Knuckles – slagverk
- Captain Kirk Douglas – gitarr
- Owen Biddle – bas

### Tidigare medlemmar
- Malik B. – MC
- Rahzel – beatbox
- Scott Storch – keyboard
- Ben Kenney – gitarr
- Scratch – beatbox
- Dice Raw – MC
- Hub – bas

## Diskografi
- 1993 – Organix
- 1994 – From the Ground Up
- 1995 – Do You Want More?!!!??!
- 1996 – Illadelph Halflife
- 1999 – Things Fall Apart
- 1999 – The Roots Come Alive
- 2002 – Phrenology
- 2004 – The Tipping Point
- 2006 – Game Theory
- 2008 – Rising Down
- 2010 – How I Got Over
- 2010 – Wake Up! (tillsammans med John Legend)
- 2011 – Undun
- 2014 – …And Then You Shoot Your Cousin